# 富爾索韋
52°6′16″N 33°10′44″E / 52.10444°N 33.17889°E
富爾索韋（烏克蘭語：Фурсове），是烏克蘭的村落，位於該國北部切爾尼戈夫州，由諾夫哥羅德-謝韋爾斯基區負責管轄，面積0.11平方公里，海拔高度163米，2001年人口10，人口密度每平方公里90.9人。